# マトモス
マトモス（Matmos）は、アメリカ合衆国の電子音楽デュオ。ビョークのリミックスを手がけたことでも知られている。

## 概要
不定形の音楽グループであるIAO Coreなどで電子音楽を作曲していたM.C.シュミット（マーティン）と、ハードコア・バンドやヒップホップ・ユニットなどのメンバーとして活動していたドリュー・ダニエルによって結成。様々な音をサンプリングして楽曲にしており、例えばアルバム『ア・チャンス・トゥ・カット・イズ・ア・チャンス・トゥ・キュア』では、整形手術の治療の際に発生する音をサンプリングして楽曲を作曲し、「実験的テクノのメロディックな作品」と評された。
1998年にはビョークのシングル「Alarm Call」のリミキサーに抜擢された。マトモスはその後もビョークのアルバム『ヴェスパタイン』『メダラ』の制作に参加し、ビョークのツアーにも同行した。 
また、メンバーのマーティンとドリューはゲイ・カップルであり、ゲイ雑誌である『BUTT』のインタビューにも応じている。

## ディスコグラフィ

### アルバム
- Matmos (1998年、OLE-380)
- Quasi-Objects (1998年、OLE-381)
- The West (1999年)
- 『ア・チャンス・トゥ・カット・イズ・ア・チャンス・トゥ・キュア』 - A Chance to Cut Is a Chance to Cure (2001年、OLE-489)
- 『ザ・シヴィル・ウォー』 - The Civil War (2003年)
- 『ザ・ローズ・ハズ・ティース・イン・ザ・マウス・オブ・ア・ビースト』 - The Rose Has Teeth in the Mouth of a Beast (2006年、OLE-677)
- 『シュープリーム・バルーン』 - Supreme Balloon (2008年)
- Treasure State (2010年) ※with So Percussion
- The Marriage of True Minds (2013年、Thrill Jockey)
- 『アルティメット・ケア2 - 洗濯完了』 - Ultimate Care II (2016年、Thrill Jockey)
- 『プラスティック・アニヴァーサリー』 - Plastic Anniversary (2019年、Thrill Jockey)

### EP
- Full On Night (2000年、Quarterstick) ※Rachel'sとのスプリットCD
- California Rhinoplasty (2001年、OLE-501)
- Rat Relocation Program (2004年)
- For Alan Turing (2006年)
- The Ganzfeld EP (2012年、Thrill Jockey 315)[4][5]

### 限定盤
- "With Tony Labat and Anna Novakov" (1998年-1999年) ※バター飴付きの限定盤、リリース枚数は10枚[1]。
- Matmos Live with J Lesser (2002年)
- A Viable Alternative to Actual Sexual Contact (2002年、Piehead Records) ※Vague Terrain Recordings名義
- "A Paradise of Dainty Devices: interludes, micromedia & sound edits" (2007年) ※マトモスのツアー「Wet Hot EuroAmerican Summer Tour」で100枚限定でリリース
- "Polychords" (リリース年不明) - マタドール・レコードからリリースされたプロモーション・シングル
- "I Want Snowden" / "Sheremetyevo Breakdown Blues" (2013年) ※The Disco Yahtzee Empireとのスプリット・シングル[6][7]